# Салон Мазаль
Салон Мазаль (ивр. סלון מזל‎) — закрытый информационный магазин в Тель-Авиве, Израиль. Его целью было распространение информации и повышении осведомлённости о проблемах, связанных с социальными изменениями, включая права человека, права животных, окружающую среду, глобализацию, социальное и экономическое угнетение, консьюмеризм, феминизм и гендерные вопросы. Руководил инфошопом открытый неиерархический коллектив добровольцев по адресу улица Ицхак Сада, 32, Тель-Авив.

## Деятельность
В салоне Мазаль действовала библиотека, магазин и место для встреч, лекций, семинаров и кинопоказов. Время от времени проводились и другие проекты по различным темам, например, встречи молодёжных групп и группы чтения анархистских текстов, там давали уроки арабского языка, мастер-классы DIY.
В библиотеке выдачи на дом и справочной библиотеке находилось несколько тысяч книг по темам, связанным с социальными изменениями, из которых примерно половина на английском языке. Идея библиотеки заключалась в том, чтобы дать людям возможность читать книги, не поощряя их покупать, тем самым создавая альтернативу существующей культуре потребления. Салон Мазаль печатал и публиковал материалы на самые разные темы, в том числе руководство DIY, руководство по разумному потреблению, переведённый буклет по пермакультуре, переведённые анархистские тексты, буклеты по феминизму для мужчин и женщин.
Семинары, лекции, кинопоказы, групповые дискуссии и встречи на различные темы проводили несколько раз в неделю, открыты для публики и бесплатны. Салон Мазаль также бесплатно предоставлял пространство для учёбы, организации, встреч, планирования и работы над инициативами и проектами, направленными на социальные изменения. Группы, которые годами использовали это пространство для своих встреч, включают Анархисты против стены, Indymedia, One struggle (Одна борьба), Woman for Woman, Kelaf (Лесбийское феминистское сообщество), A Garden for Peace, Форум сосуществования Негева, The Community Advocate, Шатиль — Проект смешанных городов, Центр альтернативных знаний и Комитет против уничтожения домов, Альтернативный молодёжный летний лагерь, Новый профиль.

### Магазин
Салон Мазаль был одним из пунктов распространения товаров справедливой торговли в Израиле (кофе, какао и оливковое масло), которые продавались в магазине. Рынок этих товаров в Израиле всё ещё очень невелик, в основном из-за недостаточной осведомлённости. Они также предлагали оливковое масло от палестинских фермеров Тул-Карема и мыло с оливковым маслом от палестинских фермеров в Будрусе. Продукция импортируется Green Action, и их производство позволяет избежать эксплуатации рабочих или ухудшения состояния окружающей среды. Кроме того, они распространяли листовки и буклеты о справедливой торговле и проводили лекции по этой теме.
Инфошоп — одно из немногих мест в Израиле, где можно было распространять самодельные товары и книги, изданные самостоятельно. Посетителей поощряли продавать свою продукцию, в том числе произведения искусства, книги, сборники стихов, домашние джемы, дезодоранты, самодельные политические футболки и другие товары, сделанные отдельными людьми. Таким образом, информационный магазин поощрял местное непромышленное производство и поддерживал местных независимых производителей.